# Seraikela
Seraikela (alternativt Saraikela) är en stad i den indiska delstaten Jharkhand, och är huvudort för distriktet Seraikela Kharsawan. Folkmängden uppgick till 14 252 invånare vid folkräkningen 2011. Staden var förr huvudstad i ett furstendöme med samma namn.